# Zdamir
Zdamir – staropolskie imię męskie, składające się z dwóch członów: Zda- ("dać, przekazać, ustalić") i -mir ("pokój"), czyli "ten, który ustanawia pokój".